# Salvador Sturla
Salvador Arquímedes Sturla Cambiaso (* 26. Januar 1891 in Santo Domingo; † 4. Oktober 1975 ebenda) war ein dominikanischer Musiker und Komponist.
Sturla reiste Mitte der 1920er Jahre als Vertreter der Compañía Anónima Tabacalera durch die Dominikanische Republik und trat dabei als Musiker in den Kinos, Social Clubs, in Parks oder Privathäusern von Freunden und Bekannten in den Städten auf, die er besuchte. Obwohl er nie eine musikalische Ausbildung hatte, komponierte er Lieder von unbestreitbarem musikalischem Rang, die Platz in der Musikgeschichte der Dominikanischen Republik fanden.
1927 nahm Antonio Mesa mit dem Trío Borinquen bzw. Trío Quisqueya seine Lieder La muñeca und No puedo vivir sin tus palabras auf Schallplatte auf. Es waren die frühesten in der Dominikanischen Republik entstandenen Liedaufnahmen. 1950 wurde Navidad vom Trío Ensueño aufgenommen, einige Jahre später von dem Tenor Arístides Incháustegui.
Vuelvan mis canciones wurde von Fernando Casado aufgenommen, der Bolero Azul vom Orchester Luis Albertis, von Marcelino Plácido, Rafael Colón und Pipí Franco. Y Año Nuevo wurde in der Interpretation von Luchy Vicioso bekannt.

## Quelle
- El Tren de Yaguaramas - Salvador Sturla

| Personendaten    | Personendaten                                             |
| ---------------- | --------------------------------------------------------- |
| NAME             | Sturla, Salvador                                          |
| ALTERNATIVNAMEN  | Sturla Cambiaso, Salvador Arquímedes (vollständiger Name) |
| KURZBESCHREIBUNG | dominikanischer Musiker und Komponist                     |
| GEBURTSDATUM     | 26. Januar 1891                                           |
| GEBURTSORT       | Santo Domingo                                             |
| STERBEDATUM      | 4. Oktober 1975                                           |
| STERBEORT        | Santo Domingo                                             |